# Мелвін (Іллінойс)
Мелвін (англ. Melvin) — селище (англ. village) в США, в окрузі Форд штату Іллінойс. Населення — 416 осіб (2020).

## Географія
Мелвін розташований за координатами 40°34′17″ пн. ш. 88°14′49″ зх. д. / 40.57139° пн. ш. 88.24694° зх. д. (40.571327, -88.246806).  За даними Бюро перепису населення США в 2010 році селище мало площу 0,87 км², уся площа — суходіл.

## Демографія
Згідно з переписом 2010 року, у селищі мешкали 452 особи в 183 домогосподарствах у складі 126 родин. Густота населення становила 522 особи/км².  Було 219 помешкань (253/км²).
Расовий склад населення:
| - 98,2 % — білих - 0,9 % — чорних або афроамериканців - 0,2 % — азіатів |

До двох чи більше рас належало 0,4 %. Частка іспаномовних становила 2,9 % від усіх жителів.
За віковим діапазоном населення розподілялося таким чином: 27,7 % — особи молодші 18 років, 56,6 % — особи у віці 18—64 років, 15,7 % — особи у віці 65 років та старші. Медіана віку мешканця становила 37,8 року. На 100 осіб жіночої статі у селищі припадало 89,9 чоловіків;  на 100 жінок у віці від 18 років та старших — 89,0 чоловіків також старших 18 років.
Середній дохід на одне домашнє господарство  становив 50 596 доларів США (медіана — 43 462), а середній дохід на одну сім'ю — 54 315 доларів (медіана — 46 875). Медіана доходів становила 37 125 доларів для чоловіків та 27 188 доларів для жінок. За межею бідності перебувало 29,3 % осіб, у тому числі 55,9 % дітей у віці до 18 років та 6,2 % осіб у віці 65 років та старших.
Цивільне працевлаштоване населення становило 182 особи. Основні галузі зайнятості: освіта, охорона здоров'я та соціальна допомога — 26,4 %, виробництво — 17,6 %, сільське господарство, лісництво, риболовля — 15,9 %.